# Campeonato Equatoriano de Futebol
O Campeonato Equatoriano de Futebol, também conhecido como LigaPro, Primera Categoría ou Serie A, e oficialmente LigaPro Bet593 por razões de patrocínio, é a principal liga de futebol profissional entre clubes do Equador, organizado pela Liga Profesional de Fútbol del Ecuador, vinculada à Federación Ecuatoriana de Fútbol. No topo do sistema de ligas equatorianas de futebol, é a principal competição de futebol do país. Disputado por dezesseis clubes, opera um sistema de promoção e rebaixamento com a Serie B, nível inferior da primeira divisão. A temporada vai de fevereiro a dezembro e geralmente é disputada em várias etapas.
Onze clubes foram coroados campeões equatorianos, mas quatro times somam um total de 54 campeonatos. O clube de maior sucesso é o Barcelona, com dezesseis títulos. A LDU de Quito é o atual campeão, ao vencer seu décimo segundo título na temporada de 2023.

## História
Antes do ano de 1950, o futebol no Equador era inteiramente amador até que a Asociación de Fútbol del Guayas (AFG) se profissionalizou e organizou o primeiro campeonato de clubes da região de Guayaquil. A primeira edição deste campeonato regional foi vencida pelo clube Río Guayas. Em 1954, a Asociación de Fútbol No Amatur de Pichincha (AFNA) também decidiu se profissionalizar e também organizou um campeonato para clubes da província de Pichincha (para clubes de Quito e Ambato) vencido pela LDU de Quito.
Os dois campeonatos coexistiram durante alguns anos mas nessa altura não havia nenhum clube sagrado campeão nacional. Em 1957, o primeiro título do campeonato equatoriano de futebol foi disputado entre os vencedores e vice-campeões dos dois campeonatos regionais. O Emelec acabou se tornando o primeiro clube de futebol campeão do Equador.
Em 1958 e 1959 não foi organizado nenhum campeonato, voltou a acontecer a partir de 1960 no mesmo formato de 1957 com as oito melhores equipas das duas competições até 1967. Este ano viu o desaparecimento dos dois campeonatos regionais deixando espaço para uma primeira divisão (Primera Categoría) formada pelos melhores times e uma segunda divisão (Segunda Categoría) utilizando o sistema de rebaixamento e promoção.
Em 1971, a Primera Categoría foi dividida em duas (Serie A e Serie B). Depois entre 1983 e 1988, a Serie B foi integrada à segunda divisão, e desde 1989, a Serie B foi reorganizada e hoje continua sendo o segundo nível do futebol equatoriano.
Desde 2019, o número de equipes participantes aumentou de 12 para 16.

## Campeões
O Barcelona tem 16 títulos, sendo o clube de maior sucesso na liga, seguido pelo Emelec com 14 títulos, El Nacional com 13 títulos, LDU de Quito com 12 títulos, Deportivo Quito com 5 títulos, e Deportivo Cuenca, Olmedo, Delfín, Everest, Independiente del Valle e Aucas com um título cada.
| Ed. | Temporada     | Campeão                     | Vice-Campeão                | Terceiro lugar              | Artilheiro |
| --- | ------------- | --------------------------- | --------------------------- | --------------------------- | --- |
| 1   | 1957          | Emelec (1)                  | Barcelona                   | Deportivo Quito             | Simón Cañarte (Barcelona; 4 gols)                                                                                        |
| –   | 1958          | Nenhum campeonato realizado | Nenhum campeonato realizado | Nenhum campeonato realizado | Nenhum campeonato realizado                                                                                              |
| –   | 1959          | Nenhum campeonato realizado | Nenhum campeonato realizado | Nenhum campeonato realizado | Nenhum campeonato realizado                                                                                              |
| 2   | 1960          | Barcelona (1)               | Emelec                      | Patria                      | Enrique Cantos (Barcelona; 8 gols)                                                                                       |
| 3   | 1961          | Emelec (2)                  | Patria                      | Everest                     | Galo Pinto (Everest; 12 gols)                                                                                            |
| 4   | 1962          | Everest (1)                 | Barcelona                   | Emelec                      | Iris López (Barcelona; 9 gols)                                                                                           |
| 5   | 1963          | Barcelona (2)               | Emelec                      | Deportivo Quito             | Carlos Alberto Raffo (Emelec; 4 gols)                                                                                    |
| 6   | 1964          | Deportivo Quito (1)         | El Nacional                 | LDU de Quito                | Jorge Valencia (América de Manta; 8 gols)                                                                                |
| 7   | 1965          | Emelec (3)                  | 9 de Octubre                | Barcelona                   | Helio Cruz (Barcelona; 8 gols)                                                                                           |
| 8   | 1966          | Barcelona (3)               | Emelec                      | Politécnico                 | Pio Coutinho (LDU de Quito; 13 gols)                                                                                     |
| 9   | 1967          | El Nacional (1)             | Emelec                      | Barcelona                   | Tom Rodríguez (El Nacional; 16 gols)                                                                                     |
| 10  | 1968          | Deportivo Quito (2)         | Barcelona                   | Emelec                      | Víctor Battaini (Deportivo Quito; 19 gols)                                                                               |
| 11  | 1969          | LDU de Quito (1)            | América de Quito            | Aucas                       | Francisco Bertocchi (LDU de Quito; 26 gols)                                                                              |
| 12  | 1970          | Barcelona (4)               | Emelec                      | América de Quito            | Rómulo Dudar Mina (Macará; 19 gols)                                                                                      |
| 13  | 1971          | Barcelona (5)               | América de Quito            | Emelec                      | Alfonso Obregón (LDU de Portoviejo; 18 gols)                                                                             |
| 14  | 1972          | Emelec (4)                  | El Nacional                 | Barcelona                   | Nelsinho (Barcelona; 24 gols)                                                                                            |
| 15  | 1973          | El Nacional (2)             | Universidad Católica        | Barcelona                   | Ángel Marín (América de Quito; 18 gols)                                                                                  |
| 16  | 1974          | LDU de Quito (2)            | El Nacional                 | Deportivo Cuenca            | Ángel Liciardi (Deportivo Cuenca; 19 gols)                                                                               |
| 17  | 1975          | LDU de Quito (3)            | Deportivo Cuenca            | Aucas                       | Ángel Liciardi (Deportivo Cuenca; 36 gols)                                                                               |
| 18  | 1976          | El Nacional (3)             | Deportivo Cuenca            | Emelec                      | Ángel Liciardi (Deportivo Cuenca; 19 gols)                                                                               |
| 19  | 1977          | El Nacional (4)             | LDU de Quito                | Universidad Católica        | Fabián Paz y Miño (El Nacional; 27 gols)                                                                                 |
| 20  | 1978          | El Nacional (5)             | Técnico Universitario       | Emelec                      | Juan José Pérez (LDU de Portoviejo; 24 gols)                                                                             |
| 21  | 1979          | Emelec (5)                  | Universidad Católica        | Manta                       | Carlos Miori (Emelec; 26 gols)                                                                                           |
| 22  | 1980          | Barcelona (6)               | Técnico Universitario       | Universidad Católica        | Miguel Gutíerrez (América de Quito; 26 gols)                                                                             |
| 23  | 1981          | Barcelona (7)               | LDU de Quito                | El Nacional                 | Paulo César (LDU de Quito; 25 gols)                                                                                      |
| 24  | 1982          | El Nacional (6)             | Barcelona                   | LDU de Portoviejo           | José Villafuerte (El Nacional; 25 gols)                                                                                  |
| 25  | 1983          | El Nacional (7)             | 9 de Octubre                | Barcelona                   | Paulo César (Barcelona; 28 gols)                                                                                         |
| 26  | 1984          | El Nacional (8)             | 9 de Octubre                | LDU de Quito                | Sergio Saucedo (Deportivo Quito; 25 gols)                                                                                |
| 27  | 1985          | Barcelona (8)               | Deportivo Quito             | Filanbanco                  | Juan Carlos de Lima (Universidad Católica; 24 gols) Guga (Esmeraldas Petrolero; 24 gols)                                 |
| 28  | 1986          | El Nacional (9)             | Barcelona                   | Técnico Universitario       | Juan Carlos de Lima (Deportivo Quito; 23 gols)                                                                           |
| 29  | 1987          | Barcelona (9)               | Filanbanco                  | Audaz Octubrino             | Ermen Benitez (El Nacional; 24 gols) Hamilton Cuvi (Filanbanco; 24 gols) Waldemar Victorino (LDU de Portoviejo; 24 gols) |
| 30  | 1988          | Emelec (6)                  | Deportivo Quito             | LDU Quito                   | Janio Pinto (LDU Quito; 18 gols)                                                                                         |
| 31  | 1989          | Barcelona (10)              | Emelec                      | Deportivo Quito             | Ermen Benítez (El Nacional; 18 gols)                                                                                     |
| 32  | 1990          | LDU de Quito (4)            | Barcelona                   | Emelec                      | Ermen Benítez (El Nacional; 33 gols)                                                                                     |
| 33  | 1991          | Barcelona (11)              | Valdez                      | El Nacional                 | Pedro Varela (Delfín; 24 gols)                                                                                           |
| 34  | 1992          | El Nacional (10)            | Barcelona                   | Emelec                      | Carlos Muñoz (Barcelona; 19 gols)                                                                                        |
| 35  | 1993          | Emelec (7)                  | Barcelona                   | El Nacional                 | Diego Herrera (LDU de Quito; 21 gols)                                                                                    |
| 36  | 1994          | Emelec (8)                  | El Nacional                 | Barcelona                   | Manuel Uquillas (ESPOLI; 25 gols)                                                                                        |
| 37  | 1995          | Barcelona (12)              | Espoli                      | El Nacional                 | Manuel Uquillas (Barcelona; 24 gols)                                                                                     |
| 38  | 1996          | El Nacional (11)            | Emelec                      | Barcelona                   | Ariel Graziani (Emelec; 28 gols)                                                                                         |
| 39  | 1997          | Barcelona (13)              | Deportivo Quito             | Emelec                      | Ariel Graziani (Emelec; 24 gols)                                                                                         |
| 40  | 1998          | LDU de Quito (5)            | Emelec                      | Aucas                       | Iván Kaviedes (Emelec; 43 gols)                                                                                          |
| 41  | 1999          | LDU de Quito (6)            | El Nacional                 | Emelec                      | Christian Botero (Macará; 25 gols)                                                                                       |
| 42  | 2000          | Olmedo (1)                  | El Nacional                 | Emelec                      | Alejandro Kenig (Emelec; 25 gols)                                                                                        |
| 43  | 2001          | Emelec (9)                  | El Nacional                 | Olmedo                      | Carlos Juárez (Emelec; 17 gols)                                                                                          |
| 44  | 2002          | Emelec (10)                 | Barcelona                   | El Nacional                 | Christian Carnero (Deportivo Quito; 26 gols)                                                                             |
| 45  | 2003          | LDU de Quito (7)            | Barcelona                   | El Nacional                 | Ariel Graziani (Barcelona; 23 gols)                                                                                      |
| 46  | 2004          | Deportivo Cuenca (1)        | Olmedo                      | LDU de Quito                | Ebelio Ordóñez (El Nacional; 24 gols)                                                                                    |
| 47  | 2005 Apertura | LDU de Quito (8)            | Barcelona                   | El Nacional                 | Wilson Segura (LDU de Loja; 21 gols)                                                                                     |
| 48  | 2005 Clausura | El Nacional (12)            | Deportivo Cuenca            | LDU de Quito                | Omar Guerra (Aucas; 21 gols)                                                                                             |
| 49  | 2006          | El Nacional (13)            | Emelec                      | LDU de Quito                | Luis Miguel Escalada (Emelec; 29 gols)                                                                                   |
| 50  | 2007          | LDU de Quito (9)            | Deportivo Cuenca            | Olmedo                      | Juan Carlos Ferreyra (Deportivo Cuenca; 17 gols)                                                                         |
| 51  | 2008          | Deportivo Quito (3)         | LDU de Quito                | Deportivo Cuenca            | Pablo Palacios (Barcelona; 20 gols)                                                                                      |
| 52  | 2009          | Deportivo Quito (4)         | Deportivo Cuenca            | Emelec                      | Claudio Bieler (LDU de Quito; 22 gols)                                                                                   |
| 53  | 2010          | LDU de Quito (10)           | Emelec                      | Deportivo Quito             | Jaime Ayoví (Emelec; 23 gols)                                                                                            |
| 54  | 2011          | Deportivo Quito (5)         | Emelec                      | El Nacional                 | Narciso Mina (Independiente José Terán; 28 gols)                                                                         |
| 55  | 2012          | Barcelona (14)              | Emelec                      | LDU de Quito                | Narciso Mina (Barcelona; 30 gols)                                                                                        |
| 56  | 2013          | Emelec (11)                 | Independiente del Valle     | Deportivo Quito             | Federico Nieto (Deportivo Quito; 29 gols)                                                                                |
| 57  | 2014          | Emelec (12)                 | Barcelona                   | Independiente del Valle     | Armando Wila (Universidad Católica; 20 gols)                                                                             |
| 58  | 2015          | Emelec (13)                 | LDU de Quito                | Universidad Católica        | Daniel Néculman (River Ecuador; 30 gols)                                                                                 |
| 59  | 2016          | Barcelona (15)              | Emelec                      | El Nacional                 | Maximiliano Barreiro (Delfín; 26 gols)                                                                                   |
| 60  | 2017          | Emelec (14)                 | Delfín                      | Independiente del Valle     | Hernán Barcos (LDU de Quito; 21 gols)                                                                                    |
| 61  | 2018          | LDU de Quito (11)           | Emelec                      | Barcelona                   | Jhon Cifuente (Universidad Católica; 37 gols)                                                                            |
| 62  | 2019          | Delfín (1)                  | LDU de Quito                | Barcelona                   | Luis Amarilla (Universidad Católica; 19 gols)                                                                            |
| 63  | 2020          | Barcelona (16)              | LDU de Quito                | Independiente del Valle     | Cristian Borja (LDU de Quito; 24 gols)                                                                                   |
| 64  | 2021          | Independiente del Valle (1) | Emelec                      | Universidad Católica        | Jonathan Bauman (Mushuc Runa/Independiente del Valle; 26 gols)                                                           |
| 65  | 2022          | Aucas (1)                   | Barcelona                   | Universidad Católica        | Francisco Fydriszewski (Aucas; 15 gols)                                                                                  |
| 66  | 2023          | LDU de Quito (12)           | Independiente del Valle     | Barcelona                   | Miguel Parrales (Guayaquil City; 16 gols)                                                                                |
| 67  | 2024          | LDU de Quito (13)           | Independiente del Valle     | Barcelona                   | |

## Títulos por clube
| Clube                   | Títulos | Vices | Temporadas vencidas                                                                            |
| ----------------------- | ------- | ----- | ---------------------------------------------------------------------------------------------- |
| Barcelona               | 16      | 13    | 1960, 1963, 1966, 1970, 1971, 1980, 1981, 1985, 1987, 1989, 1991, 1995, 1997, 2012, 2016, 2020 |
| Emelec                  | 14      | 15    | 1957, 1961, 1965, 1972, 1979, 1988, 1993, 1994, 2001, 2002, 2013, 2014, 2015, 2017             |
| El Nacional             | 13      | 7     | 1967, 1973, 1976, 1977, 1978, 1982, 1983, 1984, 1986, 1992, 1996, 2005 Clausura, 2006          |
| LDU de Quito            | 13      | 6     | 1969, 1974, 1975, 1990, 1998, 1999, 2003, 2005 Apertura, 2007, 2010, 2018, 2023, 2024          |
| Deportivo Quito         | 5       | 3     | 1964, 1968, 2008, 2009, 2011                                                                   |
| Deportivo Cuenca        | 1       | 5     | 2004                                                                                           |
| Independiente del Valle | 1       | 2     | 2021                                                                                           |
| Olmedo                  | 1       | 1     | 2000                                                                                           |
| Delfín                  | 1       | 1     | 2019                                                                                           |
| Everest                 | 1       | 0     | 1962                                                                                           |
| Aucas                   | 1       | 0     | 2022                                                                                           |

## Maiores artilheiros
O equatoriano Ermen Benítez é o maior artilheiro de todos os tempos do campeonato, com 191 gols em 15 temporadas.
|   | Jogador           | Clube(s)              | Anos               | Gols | Total de gols |
| - | ----------------- | --------------------- | ------------------ | ---- | ------------- |
| 1 | Ermen Benítez     | El Nacional           | 1980–90            | 154  | 191           |
| 1 | Ermen Benítez     | Barcelona             | 1991–92            | 19   | 191           |
| 1 | Ermen Benítez     | LDU de Quito          | 1993               | 1    | 191           |
| 1 | Ermen Benítez     | Green Cross           | 1994               | 12   | 191           |
| 1 | Ermen Benítez     | LDU de Portoviejo     | 1995               | 5    | 191           |
| 2 | Jorge Ron         | El Nacional           | 1972–79            | 94   | 181           |
| 2 | Jorge Ron         | Universidad Católica  | 1980–84            | 73   | 181           |
| 2 | Jorge Ron         | Macará                | 1986               | 6    | 181           |
| 2 | Jorge Ron         | Aucas                 | 1987               | 8    | 181           |
| 3 | Ebelio Ordóñez    | Técnico Universitario | 1996               | 13   | 159           |
| 3 | Ebelio Ordóñez    | El Nacional           | 1997–2004; 2006–07 | 137  | 159           |
| 3 | Ebelio Ordóñez    | Emelec                | 2005               | 0    | 159           |
| 3 | Ebelio Ordóñez    | Deportivo Quito       | 2008; 2010         | 9    | 159           |
| 4 | Ángel Liciardi    | Emelec                | 1970–71            | 8    | 154           |
| 4 | Ángel Liciardi    | Deportivo Cuenca      | 1972; 1974–77      | 132  | 154           |
| 4 | Ángel Liciardi    | Barcelona             | 1978               | 14   | 154           |
| 5 | Fabián Paz y Miño | El Nacional           | 1972–88            | 153  | 153           |